# Comostolopsis simplex
Comostolopsis simplex là một loài bướm đêm trong họ Geometridae.